# Matru (província)
Matru (em árabe: محافظة مطروح; romaniz.: Muḥāfāzah Maṭrūḥ) é uma província (moafaza) do Egito sediada em Mersa Matru. Possui 166 563 quilômetros quadrados e segundo censo de 2018, havia 450 928 habitantes.